# 200 mètres masculin aux Jeux olympiques d'été de 2012 (athlétisme)
Navigation
Pékin 2008 Rio 2016
L'épreuve du 200 mètres masculin aux Jeux olympiques de 2012 a lieu le 7 pour les séries, le 8 pour les demi-finales et le 9 août, pour la finale, dans le Stade olympique de Londres. 
Chaque comité olympique national a pu inscrire:
- trois athlètes ayant satisfaits à la limite A (20 s 55) durant la période de qualification (1er mai 2011 au 8 juillet 2012) ;
- un athlète ayant couru en dessous de la limite B (20 s 65) durant cette même période ;
- ou un athlète sans condition de temps.

## Records
Avant cette compétition, les records dans cette discipline étaient les suivants :
| Record du monde  | 19 s 19 | Usain Bolt | Jamaïque | 20 août 2009 | Berlin |
| Record olympique | 19 s 30 | Usain Bolt | Jamaïque | 20 août 2008 | Pékin  |

## Meilleures performances de l'année 2012
Les dix coureurs les plus rapides de l'année sont, avant les Jeux (au 26 juillet 2012), les suivants . Y figurent 5 Jamaïcains, 3 Américains, un Français et un Néerlandais. Parmi ces dix, les Jamaïcains Nickel Ashmeade et Jason Young, non sélectionnés à la suite des sélections olympiques jamaïcaines, et les Américains Walter Dix et Harry Adams, non sélectionnés lors des sélections olympiques américaines, ne seront pas présents aux Jeux.
| 1  | Yohan Blake         | Jamaïque   | 19 s 80 | 1er juillet 2012 |
| 2  | Usain Bolt          | Jamaïque   | 19 s 83 | 1er juillet 2012 |
| 3  | Jason Young         | Jamaïque   | 19 s 86 | 17 juillet 2012  |
| 4  | Christophe Lemaitre | France     | 19 s 91 | 14 juillet 2012  |
| 5  | Churandy Martina    | Pays-Bas   | 19 s 94 | 9 juin 2012      |
| 5  | Nickel Ashmeade     | Jamaïque   | 19 s 94 | 9 juin 2012      |
| 7  | Wallace Spearmon    | États-Unis | 19 s 95 | 24 mars 2012     |
| 8  | Warren Weir         | Jamaïque   | 19 s 99 | 30 juin 2012     |
| 9  | Walter Dix          | États-Unis | 20 s 02 | 11 mai 2012      |
| 10 | Harry Adams         | États-Unis | 20 s 10 | 14 avril 2012    |

## Médaillés
| Or         | Argent      | Bronze      |
| Usain Bolt | Yohan Blake | Warren Weir |

## Résultats

### Finale (9 août)
| Rang               | Couloir | Athlète             | Nationalité    | Temps   | Notes |
| ------------------ | ------- | ------------------- | -------------- | ------- | ----- |
| Médaille d'or      | 7       | Usain Bolt          | Jamaïque       | 19 s 32 | SB    |
| Médaille d'argent  | 4       | Yohan Blake         | Jamaïque       | 19 s 44 | SB    |
| Médaille de bronze | 8       | Warren Weir         | Jamaïque       | 19 s 84 | PB    |
| 4                  | 6       | Wallace Spearmon    | États-Unis     | 19 s 90 | SB    |
| 5                  | 5       | Churandy Martina    | Pays-Bas       | 20 s 00 |       |
| 6                  | 2       | Christophe Lemaitre | France         | 20 s 19 |       |
| 7                  | 3       | Alex Quiñónez       | Équateur       | 20 s 57 |       |
| 8                  | 9       | Anaso Jobodwana     | Afrique du Sud | 20 s 69 |       |

### Demi-finales (8 août)

#### Demi-finale 1
| Rang | Athlète                     | Nationalité | Temps   | Notes |
| ---- | --------------------------- | ----------- | ------- | ----- |
| 1    | Yohan Blake                 | Jamaïque    | 20 s 01 | Q     |
| 2    | Wallace Spearmon            | États-Unis  | 20 s 02 | Q     |
| 3    | Christophe Lemaitre         | France      | 20 s 03 | q     |
| 4    | Jaysuma Saidy Ndure         | Norvège     | 20 s 42 |       |
| 5    | Likoúrgos-Stéfanos Tsákonas | Grèce       | 20 s 52 | PB    |
| 6    | Bruno de Barros             | Brésil      | 20 s 55 |       |
| 7    | Jared Connaughton           | Canada      | 20 s 64 |       |
| 8    | Kei Takase                  | Japon       | 20 s 70 |       |

#### Demi-finale 2
| Rang | Athlète                 | Nationalité    | Temps   | Notes |
| ---- | ----------------------- | -------------- | ------- | ----- |
| 1    | Usain Bolt              | Jamaïque       | 20 s 18 | Q     |
| 2    | Anaso Jobodwana         | Afrique du Sud | 20 s 27 | Q, PB |
| 3    | Alex Quiñónez           | Équateur       | 20 s 37 | q     |
| 4    | Aaron Brown             | Canada         | 20 s 42 | PB    |
| 5    | Aldemir da Silva Junior | Brésil         | 20 s 63 |       |
| 6    | Kamil Krynski           | Pologne        | 20 s 83 |       |
| 7    | Alex Wilson             | Suisse         | 20 s 85 |       |
| 8    | Isiah Young             | États-Unis     | 20 s 89 |       |

#### Demi-finale 3
| Rang | Athlète           | Nationalité                | Temps   | Notes |
| ---- | ----------------- | -------------------------- | ------- | ----- |
| 1    | Churandy Martina  | Pays-Bas                   | 20 s 17 | Q     |
| 2    | Warren Weir       | Jamaïque                   | 20 s 28 | Q     |
| 3    | Christian Malcolm | Grande-Bretagne            | 20 s 51 |       |
| 4    | Maurice Mitchell  | États-Unis                 | 20 s 56 |       |
| 5    | Brendan Christian | Antigua-et-Barbuda         | 20 s 58 | SB    |
| 6    | Antoine Adams     | Saint-Christophe-et-Niévès | 20 s 65 |       |
| 7    | Shinji Takahira   | Japon                      | 20 s 77 |       |
| —    | Michael Mathieu   | Bahamas                    | —       | DQ    |

### Séries (7 août)

#### Série 1
| Rang | Athlète                 | Nationalité | TR      | Temps   | Notes |
| ---- | ----------------------- | ----------- | ------- | ------- | ----- |
| 1    | Usain Bolt              | Jamaïque    | 0 s 191 | 20 s 39 | Q     |
| 2    | Aldemir da Silva Júnior | Brésil      | 0 s 159 | 20 s 53 | Q     |
| 3    | Isiah Young             | États-Unis  | 0 s 198 | 20 s 55 | Q     |
| 4    | Alex Wilson             | Suisse      | 0 s 145 | 20 s 57 | q     |
| 5    | Noah Akwu               | Nigeria     | 0 s 183 | 20 s 67 |       |
| 6    | Michael Herrera         | Cuba        | 0 s 163 | 21 s 05 |       |
| 7    | Vyacheslav Muravyev     | Kazakhstan  | 0 s 170 | 21 s 75 |       |
| 8    | Jidou El Moctar         | Mauritanie  | 0 s 192 | 22 s 94 | PB    |

#### Série 2
| Rang | Athlète                     | Nationalité            | TR      | Temps   | Notes  |
| ---- | --------------------------- | ---------------------- | ------- | ------- | ------ |
| 1    | Christophe Lemaitre         | France                 | 0 s 161 | 20 s 34 | Q      |
| 2    | Anaso Jobodwana             | Afrique du Sud         | 0 s 174 | 20 s 46 | Q      |
| 3    | Aaron Brown                 | Canada                 | 0 s 166 | 20 s 55 | Q, =SB |
| 4    | Likourgos-Stefanos Tsakonas | Grèce                  | 0 s 153 | 20 s 56 | q      |
| 5    | Rondel Sorrillo             | Trinité-et-Tobago      | 0 s 147 | 20 s 76 |        |
| 6    | Carlos Jorge                | République dominicaine | 0 s 168 | 21 s 02 |        |
| 7    | Cristian Reyes              | Chili                  | 0 s 164 | 21 s 29 |        |
| 8    | Ibrahim Turay               | Sierra Leone           | 0 s 182 | 21 s 90 | SB     |

#### Série 3
| Rang | Athlète             | Nationalité     | TR      | Temps   | Notes |
| ---- | ------------------- | --------------- | ------- | ------- | ----- |
| 1    | Maurice Mitchell    | États-Unis      | 0 s 195 | 20 s 54 | Q     |
| 2    | Christian Malcolm   | Grande-Bretagne | 0 s 152 | 20 s 59 | Q     |
| 3    | Michael Mathieu     | Bahamas         | 0 s 187 | 20 s 62 | Q     |
| 4    | Roberto Skyers      | Cuba            | 0 s 162 | 20 s 66 |       |
| 5    | Shota Izuka         | Japon           | 0 s 177 | 20 s 81 |       |
| 6    | Sibusiso Matsenjwa  | Swaziland       | 0 s 172 | 20 s 93 | NR    |
| 7    | José Carlos Herrera | Mexique         | 0 s 155 | 21 s 17 |       |
| 8    | Joel Redhead        | Grenade         | 0 s 186 | 21 s 22 |       |

#### Série 4
| Rang | Athlète             | Nationalité | TR      | Temps   | Notes |
| ---- | ------------------- | ----------- | ------- | ------- | ----- |
| 1    | Yohan Blake         | Jamaïque    | 0 s 168 | 20 s 38 | Q     |
| 2    | Bruno de Barros     | Brésil      | 0 s 165 | 20 s 52 | Q     |
| 3    | Jaysuma Saidy Ndure | Norvège     | 0 s 160 | 20 s 52 | Q     |
| 4    | Serhiy Smelyk       | Ukraine     | 0 s 161 | 20 s 65 |       |
| 5    | Paul Hession        | Irlande     | 0 s 163 | 20 s 69 |       |
| 6    | Xie Zhenye          | Chine       | 0 s 169 | 20 s 69 |       |
| 7    | Mosito Lehata       | Lesotho     | 0 s 183 | 20 s 74 |       |

#### Série 5
| Rang | Athlète         | Nationalité                | TR      | Temps   | Notes |
| ---- | --------------- | -------------------------- | ------- | ------- | ----- |
| 1    | Warren Weir     | Jamaïque                   | 0 s 194 | 20 s 29 | Q     |
| 2    | Antoine Adams   | Saint-Christophe-et-Niévès | 0 s 160 | 20 s 59 | Q     |
| 3    | Kamil Krynski   | Pologne                    | 0 s 154 | 20 s 66 | Q     |
| 4    | Pavel Maslák    | République tchèque         | 0 s 198 | 20 s 67 |       |
| 5    | Tremaine Harris | Canada                     | 0 s 163 | 20 s 70 |       |
| 6    | Marek Niit      | Estonie                    | 0 s 176 | 20 s 82 |       |
| 7    | Reto Schenkel   | Suisse                     | 0 s 153 | 20 s 98 |       |
| —    | Alonso Edward   | Panama                     | —       | —       | DQ    |

#### Série 6
| Rang | Athlète           | Nationalité        | TR      | Temps   | Notes |
| ---- | ----------------- | ------------------ | ------- | ------- | ----- |
| 1    | Alex Quiñónez     | Équateur           | 0 s 186 | 20 s 28 | Q, NR |
| 2    | Wallace Spearmon  | États-Unis         | 0 s 162 | 20 s 47 | Q     |
| 3    | Shinji Takahira   | Japon              | 0 s 169 | 20 s 57 | Q     |
| 4    | Brendan Christian | Antigua-et-Barbuda | 0 s 165 | 20 s 63 | q, SB |
| 5    | Jonathan Åstrand  | Finlande           | 0 s 172 | 20 s 73 | SB    |
| 6    | Aziz Ouhadi       | Maroc              | 0 s 168 | 20 s 80 |       |
| 7    | Sandro Viana      | Brésil             | 0 s 180 | 21 s 05 |       |
| —    | Ben Youssef Meité | Côte d'Ivoire      | —       | —       | DNS   |

#### Série 7
| Rang | Athlète                   | Nationalité     | TR      | Temps   | Notes |
| ---- | ------------------------- | --------------- | ------- | ------- | ----- |
| 1    | Churandy Martina          | Pays-Bas        | 0 s 159 | 20 s 58 | Q     |
| 2    | Kei Takase                | Japon           | 0 s 160 | 20 s 72 | Q     |
| 3    | Jared Connaughton         | Canada          | 0 s 144 | 20 s 72 | Q     |
| 4    | Amr Ibrahim Mostafa Seoud | Égypte          | 0 s 159 | 20 s 81 |       |
| 5    | Arnaldo Abrantes          | Portugal        | 0 s 156 | 20 s 88 |       |
| 6    | James Ellington           | Grande-Bretagne | 0 s 139 | 21 s 23 |       |
| 7    | Trevorvano Mackey         | Bahamas         | 0 s 159 | 21 s 28 |       |
| 8    | Jean-Yves Esparon         | Seychelles      | 0 s 182 | 21 s 99 |       |

## Légende
Records et Performances
- AR : Record continental (area record)
- CR : Record des championnats (championship record)
- MR : Record du meeting (meet record)
- NR : Record national (national record)
- OR : Record olympique (olympic record)
- PR : Record paralympique (paralympic record)
- PB : Record personnel (personal best)
- SB : Meilleure performance personnelle de la saison (season's best)
- WL : Meilleure performance mondiale de l'année (world leader)
- WJR : Record du monde junior (world junior record)
- WR : Record du monde (world record)

Circonstances et Conditions
- DNF : N'a pas terminé (did not finish)
- DNS : N'a pas pris le départ (did not start)
- DQ : Disqualification (disqualification)
- NM : Aucun essai valable enregistré (No Mark)
- Q : Qualifié « directement » au prochain tour (ou à la prochaine compétition), lors d'une compétition majeure, grâce au classement ou à la réalisation des minima (automatic qualifier)
- q : Qualifié au prochain tour (ou à la prochaine compétition), lors d'une compétition majeure, grâce au repêchage ou à la réalisation de l'une des meilleures performances parmi celles des « non qualifiés directement » (grâce au meilleur temps ou à la meilleure distance par exemple) (secondary qualifier)